# كامبل روز
كامبل روز (بالإنجليزية: Campbell Rose)‏ هو كبير الإداريين التنفيذيين وشخصية أعمال أسترالي، ولد في 7 نوفمبر 1964 في ملبورن في أستراليا.